# Gamalejahamaren
Gamalejahamaren är en kulle i Antarktis. Den ligger i Östantarktis. Norge gör anspråk på området. Toppen på Gamalejahamaren är 1 957 meter över havet.
Terrängen runt Gamalejahamaren är platt österut, men västerut är den kuperad. Trakten är obefolkad. Det finns inga samhällen i närheten. 